# Грибановская (Кировская область)
 Грибановская  — деревня в Афанасьевском районе Кировской области в составе Ичетовкинского сельского поселения.

## География
Расположена на расстоянии примерно 3 км на север от райцентра поселка Афанасьево на правобережье реки Кама.

## История
Известна с 1873 года как часть деревни Ваулинская, в 1905 выселок Ваулины или Грибановы, дворов 20 и жителей 138, в 1926 году (деревня Грибановская или Ваулинская) 29 хозяйств и жителей 162, в 1950 28 и 90, в 1989 году 18 жителей.

## Население
Постоянное население составляло 3 человека (русские 100 %) в 2002 году, 2 в 2010.